# Rubus hunanensis
Rubus hunanensis är en rosväxtart som beskrevs av Hand.-mazz.. Rubus hunanensis ingår i släktet rubusar, och familjen rosväxter. Inga underarter finns listade i Catalogue of Life.